# Euschmidtia nyassae
Euschmidtia nyassae är en insektsart som beskrevs av Marius Descamps 1964. Euschmidtia nyassae ingår i släktet Euschmidtia och familjen Euschmidtiidae. Inga underarter finns listade i Catalogue of Life.